# Sumber Sari (Rimbo Ulu)
Sumber Sari is een bestuurslaag in het regentschap Tebo van de provincie Jambi, Indonesië. Sumber Sari telt 6488 inwoners (volkstelling 2010).